# Verladeturm Groß Neuendorf

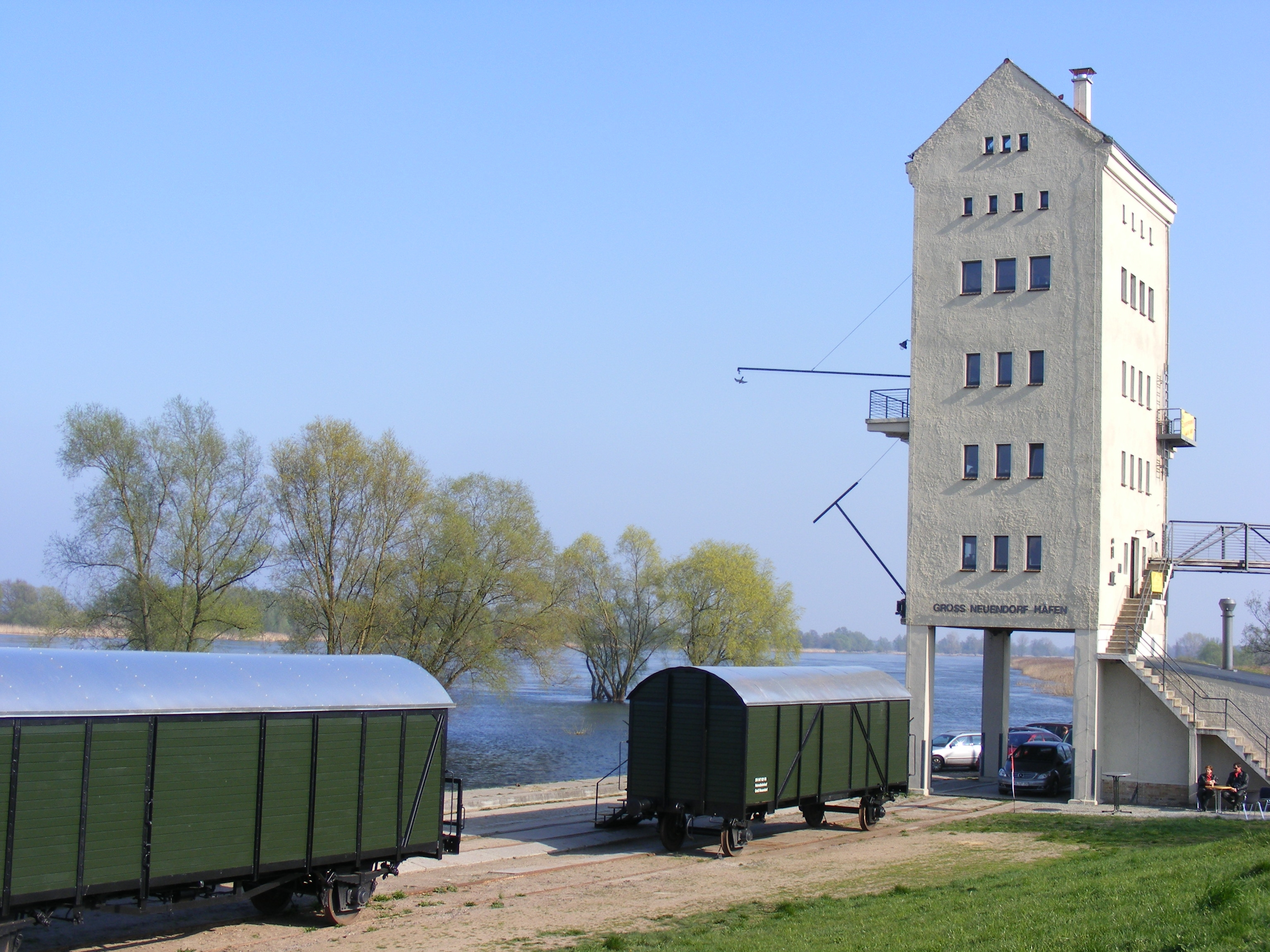
Verladeturm in Groß Neuendorf

Der Verladeturm Groß Neuendorf befindet sich am Oder-Hafen Groß Neuendorf im Gemeindegebiet Letschin, Landkreis Märkisch-Oderland (Brandenburg). Er wurde 1953 gebaut und diente ursprünglich dem Umschlag von Gütern. Heute wird das mehrgeschossige Gebäude touristisch und gastronomisch genutzt. Zusammen mit den Hafenanlagen, den Resten der Gleisanlagen der Oderbruchbahn sowie dem Maschinenhaus mit Separier- und Trocknergebäude ist der Verladeturm in der amtlichen Denkmalliste des Landes Brandenburg eingetragen.

## Geschichte
Die erste Kaimauer in Groß Neuendorf entstand 1909. Zwei Jahre später gab es die zweite Kaimauer und noch zwei Jahre später den ersten Schienenverladekran mit Holzverkleidung. 1928 folgte der zweite Verladekran, als Portalkran ausgeführt mit aufgesetztem drehbarem Kranhaus ebenfalls in Holzverkleidung.
Der erste Verladeturm wurde 1940 errichtet. Es handelte sich um ein Stahlskelett mit Holzverkleidung auf zwei Eisenbahn-Drehgestellen mit außenliegender Elevatorentechnik am südlichen Ende der Hafengleise.
Von der Bedeutung des Hafens und der Schifffahrt zeugt, dass es in den 1930er Jahren im Dorf mit 1.135 Einwohnern allein 35 Schiffseigner, 90 Schiffer (Schiffsführer bzw. Kapitän) und 4 Fischer gab. Nach Ende des Zweiten Weltkriegs kam die Wirtschaft und auch der Hafenbetrieb in der Sowjetischen Besatzungszone und späteren DDR wieder langsam auf Touren.
Der zweite und heute noch vorhandene Verladeturm wurde 1953 im Auftrag des Volkseigenen Erfassungs- und Aufkaufbetrieb (VEAB) Groß Neuendorf durch das Entwurfsbüro für Hoch- und Industriebau Chemnitz des Ministeriums für Aufbau errichtet. Der Turm wurde für pneumatische Schiffs- und Waggon-Be- und Entladung gebaut. Zusammen mit den anderen Gebäuden und Anlagen im Hafenareal diente er dem vollautomatischen Getreideumschlag von Lastkraftwagen auf Eisenbahnwaggons und Schiffe.
Der Umschlag erfolgte bis 1971 auf Waggons der Oderbruchbahn, danach auf Lastkraftwagen. 1973 wurde der Bahnbetrieb eingestellt.
Wenn auch ein dritter Verladekran noch 1982 (moderner Portalkran) errichtet wurde, verlor der Umschlagplatz und damit auch der Verladeturm allmählich seine eigentliche Bedeutung.

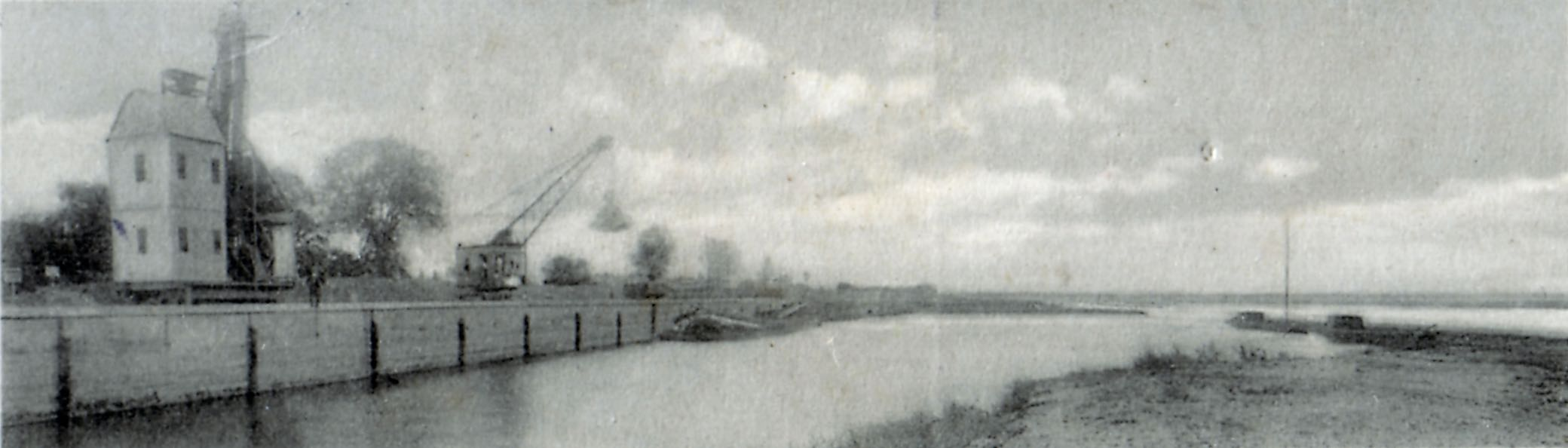
1. Holz-Verladeturm
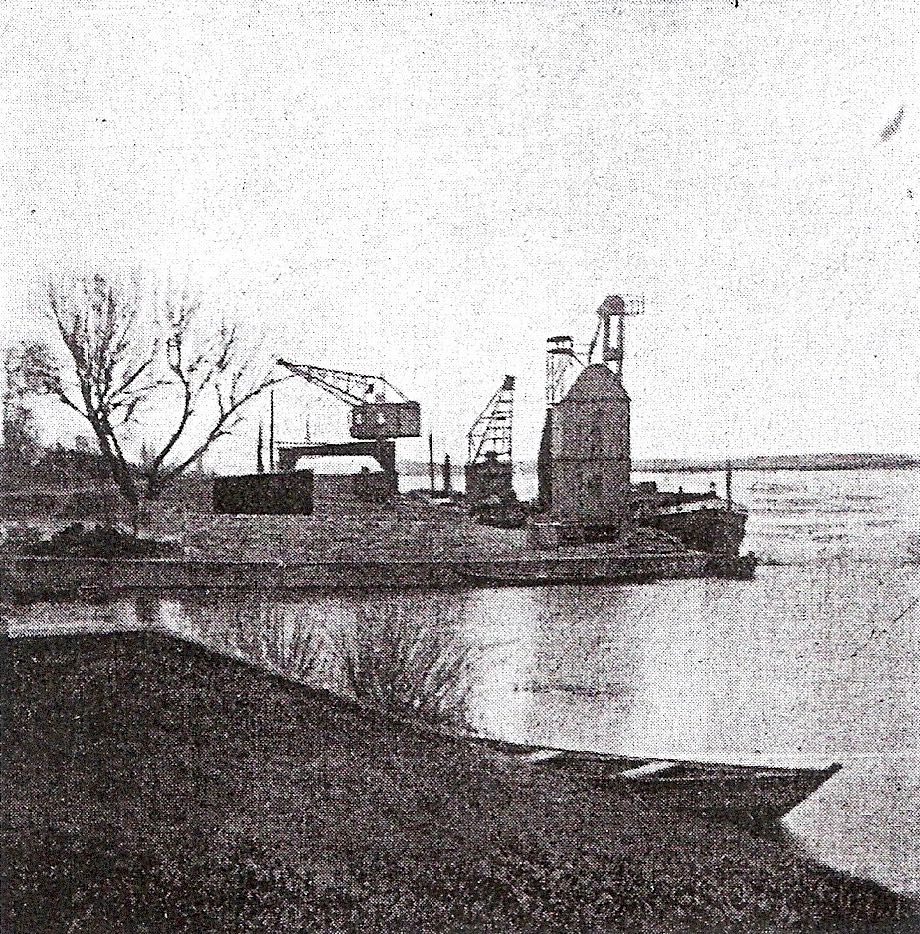
1. Holz-Verladeturm hinter der alten Kaimauer
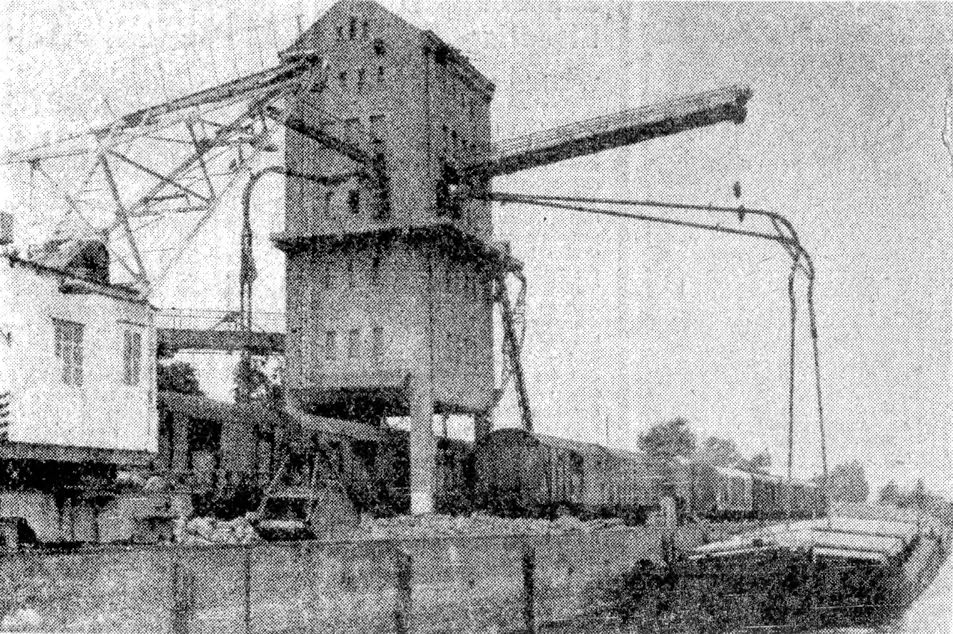
2. noch heutiger Verladeturm seit 1953
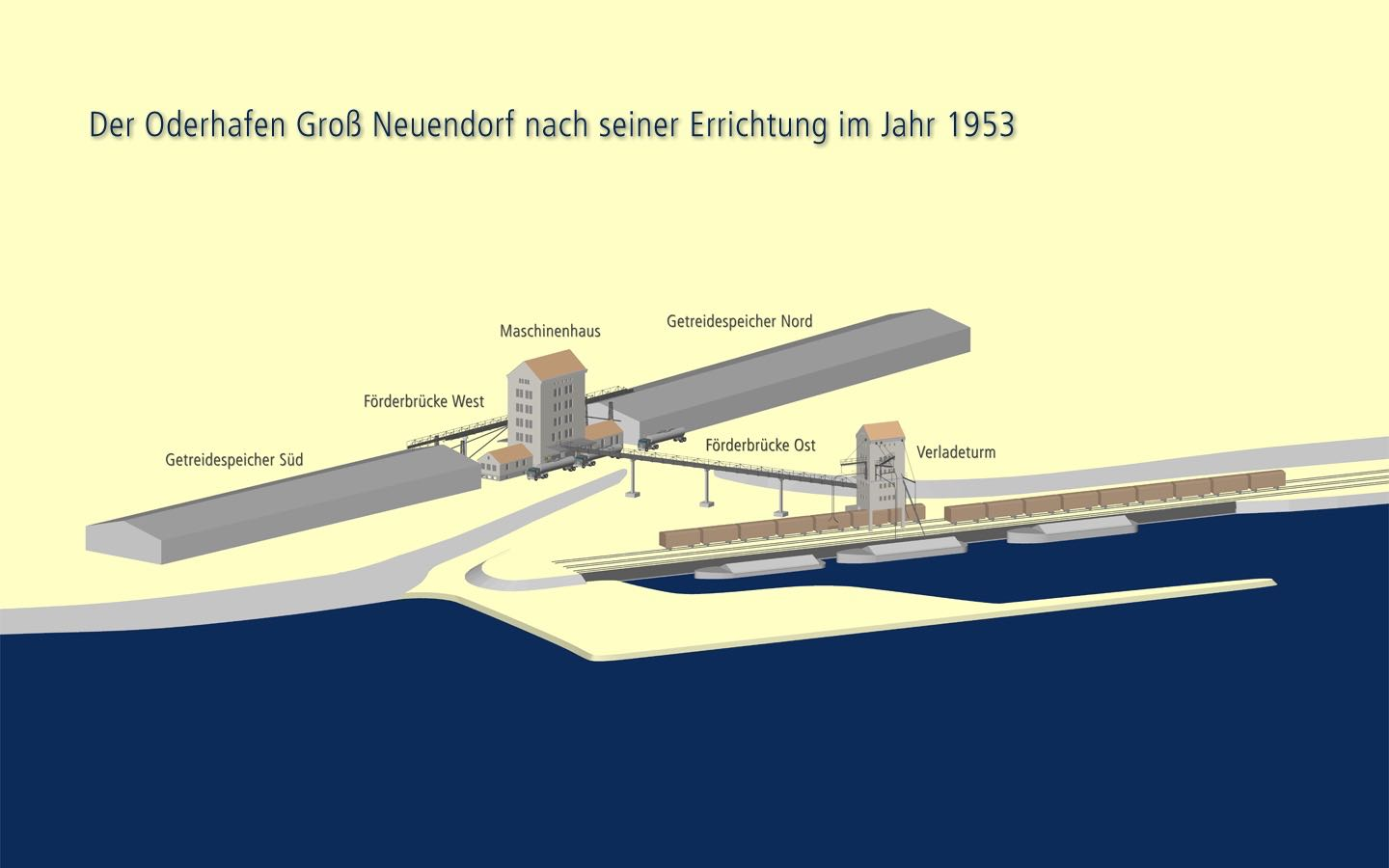
Nutzung des Hafenarreals ab 1953

## Bauweise

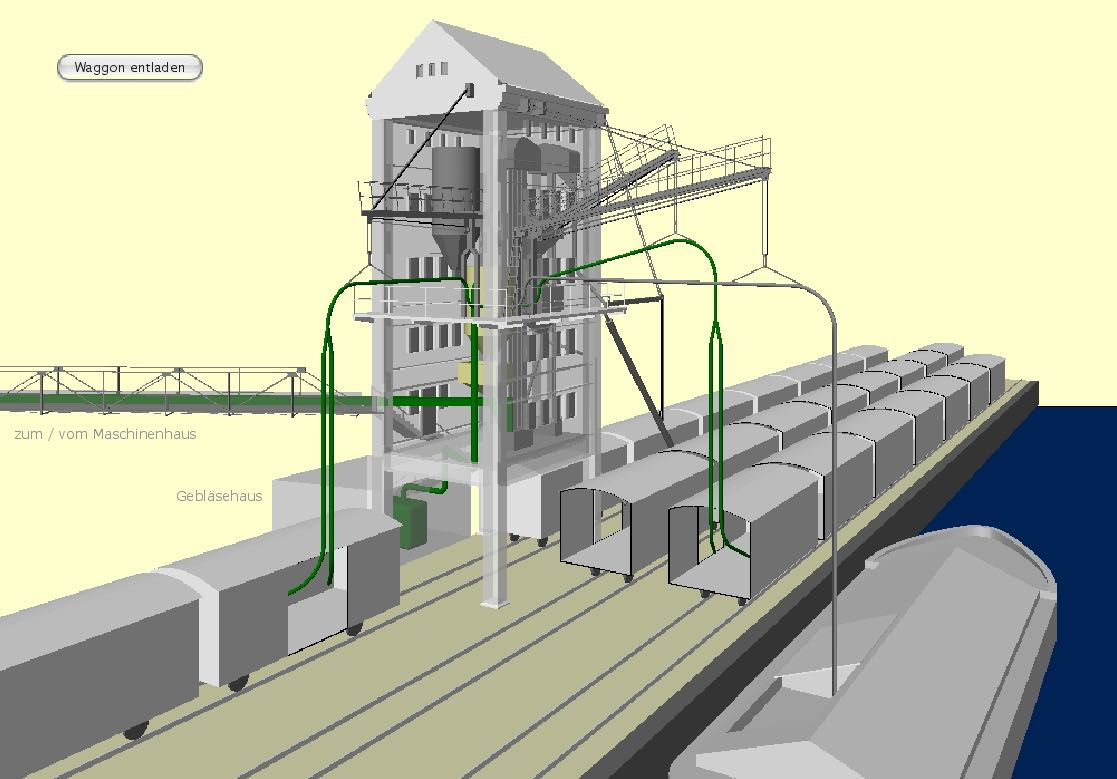
Prinzipskizze der Ladeturmfunktionen

Der Verladeturm ruht auf vier Betonstützen, zwischen denen das Gleis 3 unter dem Turm hindurch führt. Die Gleise 1 und 2 befinden sich zwischen Verladeturm und der Kaimauer des Oderhafens. Die Pump- und Saugrüssel konnten die Waggons und Schiffe erreichen, weil sie von darüber befindlichen Kranauslegern großem Abstand gehalten wurden.
Der Turm hat sechs Geschosse, die per Treppen zu erreichen sind. In einem durch alle Obergeschosse durchgehenden Schacht führten die Rohre von den äußeren Auslegern über Pumpen und Siebe zur Förderbrücke Ost, die vom ersten Geschoss landeinwärts ins Maschinenhaus führte. Dort wurde das Getreide getrocknet, gereinigt und bereitgestellt. Vom Maschinenhaus führten die Förderbrücke West, eine Redlerbrücke, in die Getreidespeicher Nord und Süd.
Die hochbeinige Bauweise ließ nicht nur ein darunter durchführendes Gleis zu. Der Verladeturm und seine Anlagen waren damit auch gegen die periodischen Oderhochwasser geschützt.
Im Verladeturm gab es u. a. folgende Anlagen:
- Getreideheber
- Stetigförderer
- Gurtbecherwerke im Turm und im Maschinenhaus
- Kettenförderer (auf der ehemaligen Redlerbrücke Ost)
- Pneumatische Förderung (wurde für die Entladevorgänge eingesetzt)
- Windkessel (im ehemaligen Gebläsehaus)
- Kreiselpumpen (im ehemaligen Maschinenhaus)

## Aktuelle Nutzung

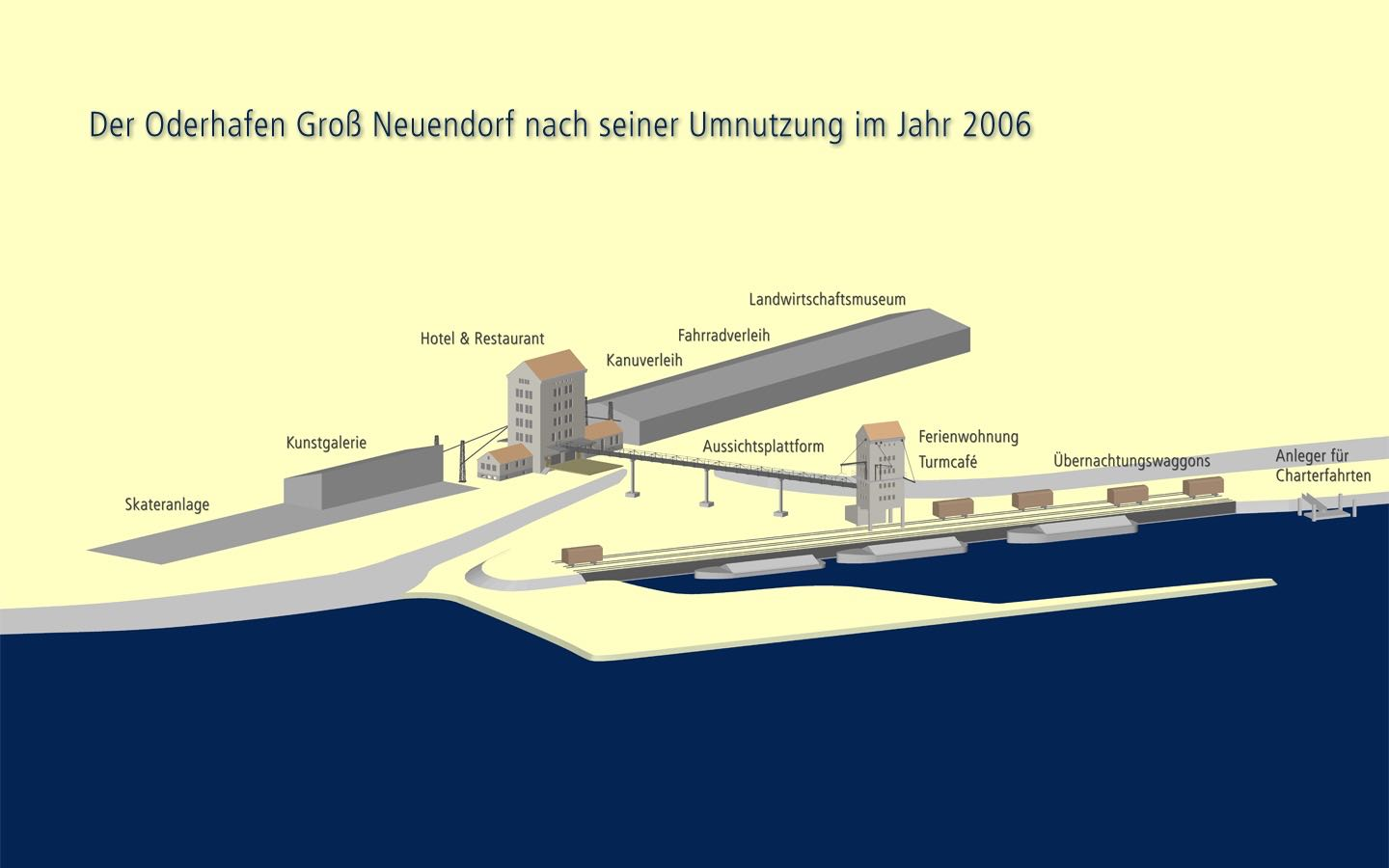
Nutzung des Hafenareals ab 2006

Ab 2003 bis 2005 erfolgten Umbauten für die touristische Nutzung der Anlage. Seitdem wird der ehemalige Verladeturm und das umliegende Areal touristisch genutzt. Private Investoren schufen im Verladeturm ein Café und eine interessante Ferienwohnung, die die Angebote im weiteren Hafen (Übernachtung in Bahnwaggons, Hotel im Maschinenhaus, Aussichtsweg über die ehemalige Förderbrücke Ost, tib Theater im Bahnwagon) ergänzen (siehe auch Weblinks).